# Krásnaya Gorka (Apsheronsk, Krasnodar)
Krásnaya Gorka (del ruso: Кра́сная Го́рка) es un jútor del raión de Apsheronsk del krai de Krasnodar, en Rusia. Está situado en las vertientes septentrionales del Cáucaso Occidental, 7 km al oeste de Apsheronsk y 84 km al sureste de Krasnodar, la capital del krai. Tenía 550 habitantes en 2010.
Pertenece al municipio urbano Jadyzhenskoye.